# آشوک میترا
آشوک میترا (Ashok Mitra) (10 آوریل ۱۹۲۸ – ۱ می ۲۰۱۸)، اقتصاددان و سیاستمدار مارکسیستی هندی بود. او مشاور ارشد اقتصادی دولت هند بود که بعدها وزیر مالیه بنگال غربی و عضو راجیا سابها شد.

## زندگی ابتدائی و تحصیلات
او پس از پایان تحصیلاتش از دانشگاه داکا، پس از تقسیم هند در سال ۱۹۴۷ میلادی به هند آمد. هرچند او در کلاس‌های اقتصاد در دانشگاه کلکته حاضر شد، نتوانست آنجا پذیرش بگیرد. او به دانشگاه هندوی بنارس رفته و کارشناسی ارشدش را در اقتصاد کسب کرد. پس از آن، او به مؤسسه مطالعات اجتماعی هلند رفت. او تحت هدایت استاد یان تینبرگن دانشگاه ایراسموس روتردام در سال ۱۹۵۳ میلادی دکترایش را در اقتصاد به‌دست‌آورد.

## حرفه

### فعالیت‌های علمی
میترا قبل از اینکه برای تکمیل پایان‌نامه دکترایش به هلند برود، به عنوان استاد اقتصاد در دانشگاه لکهنو برای دو سال تدریس کرد. او در سال ۱۹۶۱ میلادی قبل از اینکه به هند بیاید، در کمیسیون اقتصادی سازمان ملل متحد برای آسیا و خاور دور در بانکوک، تایلند تدریس کرد. میترا به مؤسسه توسعه اقتصادی در واشینگتن DC به عنوان دانشکده اقتصاد در جریان اوایل دهه ۱۹۶۰، ملحق شد. او همچنین در دهه ۱۹۶۰ در بانک جهانی کار کرد. میترا در اوایل دهه ۱۹۹۰ رئیس مرکز مطالعات علوم اجتماعی، کلکته شد.

### سیاسی
میترا پس از بازگشت به هند، استادی در اقتصاد را در مؤسسه مدیریت کلکته هند که جدیداً تأسیس شده بود، پذیرفت. او مشاور ارشد اقتصادی و بعداً رئیس کمیسیون قیمت‌های زراعتی در دولت هند شد. او از سال ۱۹۷۷–۸۷ میلادی وزیر مالیه بنگال غربی بود. در اواسط دهه ۱۹۹۰ او عضو راجیا سابها شده و رئیس کمیته دائمی پارلمان در صنعت و تجارت بود.

## اسکالرشیپ
میترا «یادداشت‌های کلکته – Calcutta Diary» را در هفته‌نامه اقتصادی و سیاسی و «شرایط تجارت و روابط طبقاتی» نوشت. او به‌صورت منظم مقالاتی را به روزنامه ملی مستقر در کلکته، دیلی تلگراف می‌نوشت. همچنین داستان‌های کوتاه به زبان بنگالی نوشته‌است. او در سال ۱۹۹۶ میلادی برای مقاله‌اش تحت عنوان Tal Betal جایزه ساهیتیا آکادمی را دریافت کرد. انتشارات او عبارت از: مسائل چین در توسعه و باروهای، داستان پراتلرز: خاطرات یک مارکسیست متضاد (که همچنین به زبان بنگالی به نام Apila Chapala منتشر شد).
میترا مجله‌ای را تحت عنوان Arek Rakam اساس‌گذاری کرد.

## مرگ و خانواده
او با گوری که در سن ۷۹ سالگی در ماه می ۲۰۰۸ درگذشت، ازدواج کرد. میترا در ۱ می ۲۰۱۸ در سن ۹۰ سالگی از دنیا رفت. از آشوک میترا تنها یک خواهر، سریلاتا گوش (معروف به میترا)، باقی‌مانده‌است.